# Пропелер
Пропелер или елиса (енгл. propeller, итал. elica), је уређај са главом у средини из које се пружају сечива постављена тако да свака формира део једне спиралне површине, да би се обезбедио потисак за брод или авион. Тиме што ротира у ваздуху или у води, пропелер производи потисак на сечивима због чега се возило креће напред.